# Hellhounds on My Trail
Hellhounds on My Trail è un EP del gruppo musicale finlandese Children of Bodom, pubblicato il 9 giugno 2008 dalla Spinefarm Records e dall'Universal Music Group.

## Descrizione
L'EP contiene l'omonimo singolo Hellhounds on My Trail, estratto dal sesto album in studio del gruppo Blooddrunk, il relativo video musicale senza censure, due cover e tre brani registrati durante il concerto della band all'Astoria di Londra l'8 marzo 2008.

## Tracce
Testi e musiche di Alexi Laiho, eccetto dove indicato.
1. Hellhounds on My Trail (Edit) – 3:47
2. Just Dropped In (To See What Condition My Condition Was In) – 2:41 (Mickey Newbury)
3. Bed of Nails – 3:59 (Desmond Child, Alice Cooper, Diane Eve Warren)
4. In Your Face (Live) – 4:24
5. Hate Me! (Live) – 4:41
6. Angels Don't Kill (Live) – 5:51
7. Hellhounds on My Trail (Video - Uncensored Version) – 3:46

## Formazione
- Alexi Laiho – voce, chitarra
- Roope Latvala – chitarra
- Jaska W. Raatikainen – batteria
- Henkka T. Blacksmith – basso
- Janne Wirman – tastiera